# 藤井湧泉
藤井 湧泉（ふじい ゆうせん、1964年 - ）は、日本で活動する中国出身の水墨画家。

## 略歴
1964年に中華人民共和国江蘇省啓東市に生まれる（中国名：黄稚）。1984年に蘇州大学藝術学院を卒業し、1985年に北京服装学院講師に採用される。1992年に京都に来日し、1993年に京都市立芸術大学大学院に研究生として留学する。1994年に日本人女性と結婚する。2012年に哲学者梅原猛より「湧泉」の雅号を授かる（日本名：藤井湧泉）。現在までに、一休寺、西大寺、圓徳院、鹿苑寺（金閣寺）、相国寺、林光院、高台寺などの有名寺院に水墨画作品が収蔵されている。

## 代表作
- 「虎絵衝立」（2008年） - 一休寺
- 「佛画」（2009年） - 西大寺
- 「蓮独鯉襖絵」（2010年） - 高台寺圓徳院
- 「葡萄絵衝立」（2012年） - 金閣寺
- 「野葡萄二曲屏風」（2012年） - 相国寺
- 「障壁画・襖絵80面」（2017年） - 相国寺林光院
- 「妖女赤夜行進図」（2019年） - 高台寺

## 主な書籍
画集
- 『藤井湧泉画 相國寺林光院 障壁画・襖絵』 株式会社古裂会出版部、2017年。
- 『藤井湧泉（黄稚） 日本寺院収蔵名品集』 特定非営利活動法人国際交流支援センター、2020年。